# الحزب الديمقراطي المسيحي الفلمنكي
الحزب الديمقراطي المسيحي الفلمنكي حزب سياسي ديمقراطي مسيحي بلجيكي.

## وصلات خارجية
- الموقع الرسمي